# Кортні Лав
Кортні Мішель Гаррісон, відома як Кортні Лав (англ. Courtney Love; нар. 9 липня 1964, Сан-Франциско) — американська співачка, гітаристка, композиторка, фронтвумен рок-гурту Hole, кіноакторка. Авторка щоденника.

## Життєпис
Народилася 9 липня 1964 року в Сан-Франциско в родині техніка групи «Grateful Dead» й видавця Генка Гаррісона та психотерапевтки Лінди Керролл у розпалі руху хіпі. Вважається, що батьки брали в ньому активну участь, чим і пояснюють появу її сценічного псевдоніму Лав (англ. Love — любов).
1969 року батьки розлучилися, мати переїхала до містечка на північний схід від Юджина. У 1972 Кортні з матір'ю переїхала до Нельсона в Новій Зеландії, а у 1973 вони повернулися до США й оселилися у Портланді в Орегоні, де Кортні грала у кількох музичних гуртах.
У 16 років отримала спадок і поїхала подорожувати. У 1982 році оселилася в друзів у Ліверпулі (Велика Британія). Першим її серйозним партнером і вчителем став Іен Маккаллох з групи «Echo & the Bunnymen».
24 лютого 1992 року одружилася з фронтменом гурту Nirvana Куртом Кобейном, 6 місяців потому народила дочку Френсіс Бін Кобейн (18 серпня 1992). Преса широко висвітлювала стосунки однієї з найвідоміших музичних пар світу, а коли в 1994 році Кобейн скоїв суїцид (також існує версія про вбивство), деякі фани групи звинуватили в цьому Кортні Лав. 
Історія стосунків Кобейна і Лав лягла в основу випущеного у 1997 році документального фільму «Курт і Кортні». У 2005 році вийшов фільм «Останні дні» про кінцівку життя одного рок-музиканта на ім'я Блейк. Сюжет фільму якраз відповідає біографії Кобейна, а в героях можна впізнати реальних людей з його оточення. Тим не менш, творці фільму характеризують всі події картини як вигадані.

## Кар'єра
Брала участь у рок-гуртах Babes In Toyland і Faith No More, зіграла кілька епізодичних ролей у фільмах Алекса Кокса, дебютувала 1986 року в кінокартині «Сід і Ненсі» — історії басиста Sex Pistols Сіда Вішеза. 1989 року Лав заснувала власний гурт Hole.
У 1984 році повернулася в США, де ґрунтовно зайнялася створенням музики. У Сан-Франциско ненадовго потрапила в ранній склад Faith No More. Після відходу з групи з Кет Б'єлланд і Дженніфер Фінч брала участь у проєкті «Sugar Baby Doll».
У 1987 році знялася у фільмі «Прямо в пекло». Потім деякий час була учасницею гурту «Babes in Toyland». У 1989 році Лав сформувала колектив Hole («Діра»). У початковий склад гурту також увійшли: Ерік Ерландсон (гітара), Джилл Емері (бас-гітара) і Керолайн Ру (ударні). У 1990 році гурт випустив три сингли: «Retard Girl», «Dicknail», і «Teenage Whore». У 1991 році вийшов дебютний альбом гурту «Pretty On The Inside» (59-е місце в національному хіт-параді Великої Британії).
Через тиждень після смерті Кобейна вийшов другий студійний альбом Hole — «Live Through This», записаний з новими учасницями — Крістен Пфафф (бас-гітара) і Петті Шемел (ударні). Цей альбом зайняв 13-е місце в національному чарті Великої Британії, 52-е в США. Крім того, в США альбом отримав статус платинового.
У 1995 році Hole дали акустичний концерт для MTV, провели британське турне, виступили на фестивалі Lollapalooza і видали сингли «Doll Parts» (58-е місце в чарті США, 16-е — у Великій Британії) і «Violet» (17-е місце у Великій Британії).
У 1996 році Лав знялася у фільмі Мілоша Формана «Народ проти Ларрі Флінта», що принесло їй широку популярність як кіноакторці (за роль у фільмі Лав була номінована на «Золотий глобус», отримала ряд інших кінонагород).
У 1997 році Hole випустили збірку «My Body, The Hand Grenade», що включала ранні записи гурту, а також концертні версії пісень.
У 1998 році вийшов третій студійний альбом Hole — «Celebrity Skin», спродюсований Біллі Корганом (лідер групи The Smashing Pumpkins). Альбом дебютував на 9-му місці чартів журналу Billboard, розійшовся в США тиражем в 1,35 млн копій і отримав сертифікацію платинового.
У 1999 році Лав знялася в комедії «200 сигарет» і в новій стрічці Мілоша Формана «Людина на місяці» з Джимом Керрі.
У 2002 році Лав взялася до роботи над першим сольним альбомом, у створенні якого також взяла участь екс-учасниця гурту «Four Non Blondes» Лінда Перрі. Альбом «America's Sweetheart» вийшов в 2004 році. Однак запланований на його підтримку гастрольний тур був скасований, оскільки Кортні Лав була засуджена до 18 місяців примусового лікування від наркозалежності.
У 2010 році напередодні виходу альбому Hole «Nobody's Daughter» Кортні заявила, що втомилася від свого сценічного імені. «Кортні Лав мертва. Ми вирішили, що більше не любимо її. Вона подобається нам на сцені, але в житті вона мені не потрібна. Ім'я Кортні Лав мене пригнічує», — сказала 45-річна співачка і веліла відтепер називати себе справжнім ім'ям, Кортні Мішель.

## Фільмографія
| Рік  |    | Українська назва             | Оригінальна назва                             | Роль                     |
| ---- | -- | ---------------------------- | --------------------------------------------- | ------------------------ |
| 1984 | кф | Клуб Ватикан                 | Club Vatican                                  |                          |
| 1986 | ф  | Прямо в пекло                | Straight to Hell                              | Велма                    |
| 1986 | ф  | Сід та Ненсі                 | Sid and Nancy                                 | Гретхен                  |
| 1988 | ф  | Доморобники                  | Tapeheads                                     | Norman's Spanker         |
| 1996 | ф  | Баскія                       | Basquiat                                      | Біг Пінк                 |
| 1996 | ф  | Відчуваючи Міннесоту         | Feeling Minnesota                             | Ронда офіціантка         |
| 1996 | ф  | Народ проти Ларрі Флінта     | The People vs. Larry Flynt                    | Алтея Флінт              |
| 1999 | ф  | 200 цигарок                  | 200 Cigarettes                                | Люсі                     |
| 1999 | ф  | Людина на Місяці             | Man on the Moon                               | Лінн Маргуліс            |
| 2000 | ф  | Ритм                         | Beat                                          | Джоан Воллмер Берроуз    |
| 2001 | ф  | Джулі Джонсон                | Julie Johnson                                 | Клер                     |
| 2002 | ф  | 24 години                    | Trapped                                       | Шерілl                   |
| 2005 | кф | Трейлер до ремейку Калігули  | Trailer for a Remake of Gore Vidal's Caligula | Калігула                 |
| 2009 | с  |                              | Nice Brothers                                 | леді 1                   |
| 2010 | кф | Темна ніч душі               | The Dark Night of the Soul                    |                          |
| 2010 | ф  | «Прямо в пекло» повертається | Straight to Hell Returns                      | Велма                    |
| 2014 | ф  |                              | Fall Out Boy: The Young Blood Chronicles      | The Head Bitch In Charge |
| 2014 | с  | Сини анархії                 | Sons of Anarchy                               | міс Гаррісон             |
| 2015 | с  | Імперія                      | Empire                                        | Еллі Даллас              |
| 2015 | с  | Помста                       | Revenge                                       | Вайті Голд               |
| 2021 | ф  |                              | The Long Home                                 | Перл                     |